# Always - Per sempre
Always - Per sempre (Always) è un film del 1989 diretto da Steven Spielberg.
Il film è un remake di Joe il pilota, film del 1943 diretto da Victor Fleming e interpretato da Spencer Tracy. La pellicola segna il ritorno della collaborazione tra Spielberg e Richard Dreyfuss dopo i successi degli anni '70 Lo squalo (1975) e Incontri ravvicinati del terzo tipo (1977).

## Trama
Pete Sandich è un pilota dell'aviazione antincendi, che vive con Dorinda, la donna che ama profondamente.
Un giorno, durante una missione con il suo migliore amico Al Yackey, Pete cerca di aiutarlo a spegnere il fuoco che ha incendiato il motore; gettando il liquido spegne il fuoco e salva l'amico, ma accidentalmente vola attraverso una foresta in fiamme bruciando il serbatoio col carburante che, diffondendosi, provoca l'esplosione dell'aereo e perciò la sua morte.
Pete, divenuto un angelo, incontra Hap, uno spirito come lui, che gli taglia i capelli e lo invita a far da custode all'amata Dorinda e a Ted Baker, un giovane aviatore destinato a prendere il suo posto.
Il problema è che Ted è intenzionato anche a prendere il suo posto nel cuore di Dorinda, anche se questa ancora pensa a Pete, che cerca di sabotare il loro rapporto. Hap gli ricorda che la sua vita è finita.
Ted viene mandato ad una missione pericolosa per salvare una foresta in fiamme, ma Dorinda, incapace di sopportare il pensiero di perdere un'altra persona cara, si sostituisce a lui nell'aereo; durante il volo, Pete la assiste.
Dorinda subisce l'incendio del suo aereo e cade in un fiume, dove rischia di morire, ma Pete, visibile ai suoi occhi, la salva portandola in superficie.
A questo punto, Dorinda raggiunge Ted e si abbracciano mentre Pete si allontana da lei, deciso a lasciarla libera di continuare la sua vita, e ascende quindi al Paradiso.

## Produzione
Per il ruolo di Ted Baker fu considerato anche Tom Cruise, che però rifiutò la parte. Always - Per sempre è l'ultimo film di Audrey Hepburn, qui nel ruolo dell'angelo Hap, che donò la maggior parte del suo ingaggio all'UNICEF.

## Riconoscimenti
- 1991 – Saturn Awards
  - Candidatura al miglior film fantasy
  - Candidatura alla miglior sceneggiatura a Jerry Belson

## Curiosità
- Durante le riprese del film, Steven Spielberg disse a John Goodman che sarebbe stato perfetto per impersonare Fred Flintstone. Cinque anni più tardi, nel 1994, Goodman recitò proprio nel film I Flintstones nei panni di Fred.